# Mickaël Rouch

a Compétitions nationales et continentales officielles uniquement.

b Matchs officiels uniquement.
Mickaël Rouch, né le 20 janvier 1993, est un joueur de rugby à XIII français évoluant au poste de deuxième ligne ou de troisième ligne. Après des débuts en Championnat de France à Limoux en 2010, il tente sa chance dans la réserve des Dragons Catalans le Saint-Estève XIII Catalan en 2012. Il retourne finalement à Limoux en 2014 avec lequel il remporte deux titres de Championnat de France en 2016 et 2017.

## Biographie
Il est dans la vie ingénieur.
Il est retenu dans la liste des vingt-quatre joueurs sélectionnés pour disputer la Coupe du monde 2017.

## Palmarès
- Vainqueur du Championnat de France : 2016 et 2017 (Limoux).
- Finaliste du Championnat de France : 2013 (Saint-Estève XIII Catalan), 2018 et 2022 (Limoux).
- Finaliste de la Coupe de France : 2016 et 2018 (Limoux).

### Détails en sélection
| 1. | 13 octobre 2017  | Jamaïque   | 34-12 | Amical         | Remplaçant      | 4 | 1 | - | - |
| 2. | 3 novembre 2017  | Australie  | 6-52  | Coupe du monde | Troisième ligne | 0 | 0 | 0 | 0 |
| 3. | 12 novembre 2017 | Angleterre | 6-36  | Coupe du monde | Arrière         | 0 | 0 | 0 | 0 |

### En club
| Saison    | Club                      | Compétition           | Matchs | Points | Essais | Goals | Drops |
| --------- | ------------------------- | --------------------- | ------ | ------ | ------ | ----- | ----- |
| 2010-2011 | Limoux                    | Championnat de France | 2      | 4      | 1      | -     | -     |
| 2011-2012 | Limoux                    | Championnat de France | 12     | 8      | 2      | -     | -     |
| 2012-2013 | Saint-Estève XIII Catalan | Championnat de France | 14     | -      | -      | -     | -     |
| 2013-2014 | Saint-Estève XIII Catalan | Championnat de France | 10     | -      | -      | -     | -     |
| 2014-2015 | Limoux                    | Championnat de France | 18     | 12     | 3      | -     | -     |
| 2015-2016 | Limoux                    | Championnat de France | 17     | 24     | 6      | -     | -     |
| 2016-2017 | Limoux                    | Championnat de France | 19     | 44     | 11     | -     | -     |
| 2017-2018 | Limoux                    | Championnat de France | 15     | 12     | 3      | -     | -     |
| 2018-2019 | Limoux                    | Championnat de France | 17     | 12     | 3      | -     | -     |
| 2019-2020 | Limoux                    | Championnat de France | 11     | 12     | 3      | -     | -     |
| 2020-2021 | Limoux                    | Championnat de France | 7      | -      | -      | -     | -     |